# Quetzalcoatlus
Quetzalcoatlus(Кетцалкоатлус) са род влечуги от разред Птерозаври, семейство Azhdarchidae. Името на този вид идва от богът на маите Кетцалкоатъл (в превод „пернат змей“).

## Описание
Представителите на този род са живели в креда, преди около 68 – 66 млн. години.
Quetzalcoatlus има размах на крилете 15,5 m, неговата маса се очаква да бъде от 45,8 до 200 kg.
Начинът на живот на този птерозавър по-скоро напомня на щъркелите – придвижвал се е благодарение на четирите си крайника по земята и се е хранил с малки сухоземни животни.